# Великая Турья
Вели́кая Ту́рья (укр. Велика Тур'я) — село в Долинской городской общине Калушского района Ивано-Франковской области Украины.
Расположена на р. Турянка, примерно в 80 км от областного центра г. Ивано-Франковска.
Население по переписи 2001 года составляло 2451 человек. Занимает площадь 65,51 км². Почтовый индекс — 77510. Телефонный код — 3477.

## История
Первое упоминание о селе Великая Турья относится к 1578 году. В XIX — начале XX веков. — в провинции Галиция в составе Австро-Венгрии. В 1919—1939 — в составе Польши, в 1939—1991 — в составе УССР.

## Известные уроженцы
- Ярыч, Василий Акимович (род. 1951) — украинский скульптор. Заслуженный деятель искусств Украины.